# Mata Hari (canción)
«Mata Hari» es una canción compuesta por Frode Thingnæs e interpretada en inglés por Anne-Karine Strøm y también por Gudny Aspaas. Fue elegida para representar a Noruega en el Festival de la Canción de Eurovisión tras ganar el Melodi Grand Prix en 1976.

## Festival de Eurovisión

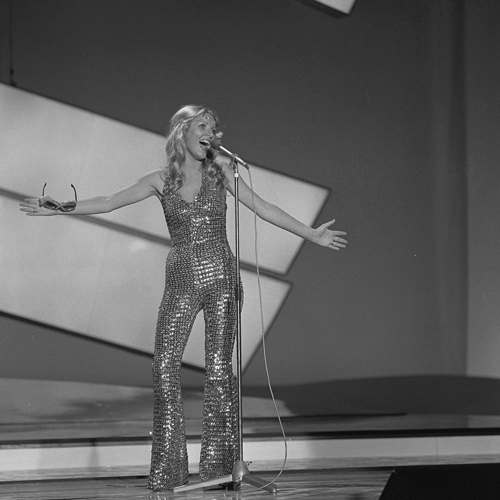
Strøm interpretando la canción durante un ensayo del Festival de la Canción de Eurovisión 1976.

### Melodi Grand Prix 1976
El certamen noruego se celebró el 7 de febrero de 1976, presentado por Jan Voigt. La canción fue interpretada dos veces: primero por Aspaas con una pequeña banda y luego por Strøm con una orquesta grande. Finalmente, la canción resultó ganadora con 643 puntos.

### Festival de la Canción de Eurovisión 1976
Esta canción fue la representación noruega en el Festival de Eurovisión 1976. La orquesta fue dirigida por Frode Thingnæs.
La canción fue interpretada tercera en la noche del 3 de abril de 1976, seguida por Grecia con Mariza Koch interpretando «Panayia Mu, Panayia Mu» y precedida por Países Bajos con Sandra Reemer interpretando «The Party's Over». Al final de las votaciones, la canción había recibido 7 puntos, quedando en 18º puesto (último) de un total de 18.
Fue sucedida como representación noruega en el Festival de 1965 por Anita Skorgan con «Casanova».
Strøm ha representado a Noruega en Eurovisión en tres ocasiones: la primera en 1973 como parte del grupo de Bendik Singers, después en 1974 (quedando en último puesto) y la tercera y última en 1976 (también quedando en último puesto). Así, ha sido la única representante en la historia del Festival de la Canción de Eurovisión en haber terminado en último puesto más de una vez.

## Letra
En la canción, Strøm canta sobre las dificultades que afronta en la vida. La cura para estos, canta, es pedir prestado algo de misterio de Mata Hari, a quien dirige la canción. 